# Séderon
Séderon je naselje in občina v jugovzhodnem francoskem departmaju Drôme regije Rona-Alpe. Leta 2007 je naselje imelo 291 prebivalcev.

## Geografija
Kraj leži v pokrajini Daufineji ob reki Méouge, 90 km severovzhodno od Avignona.

## Uprava
Séderon je sedež istoimenskega kantona, v katerega so poleg njegove vključene še občine Aulan, Ballons, Barret-de-Lioure, Eygalayes, Ferrassières, Izon-la-Bruisse, Laborel, Lachau, Mévouillon, Montauban-sur-l'Ouvèze, Montbrun-les-Bains, Montfroc, Montguers, Reilhanette, Vers-sur-Méouge, Villebois-les-Pins in Villefranche-le-Château z 2.092 prebivalci.
Kanton Séderon je sestavni del okrožja Nyons.